# 245
245 је била проста година.

## Догађаји
- Цар Филип I Арабљанин поверава Децију Трајану важну команду на Дунаву.
- У Британији, хиљаде хектара данашњег Линколншира су поплављене масивним поплавама.
- Филозоф Плотин се сели да живи у Рим.

## Рођења
- Јамвлих је био древни филозоф, ученик Порфирија и старешина сиријске школе у Апамеји.